# Рациборовка
Рациборовка (укр. Раціборівка) — село в Волочисском районе Хмельницкой области Украины.
Население по переписи 2001 года составляло 125 человек. Почтовый индекс — 31272. Телефонный код — 3845. Занимает площадь 0,63 км². Код КОАТУУ — 6820987403.

## Местный совет
31272, Хмельницкая обл., Волочисский р-н, с. Соломна